# Bíró Ferenc (irodalomtörténész)
Bíró Ferenc (Szentes, 1937. február 5. – 2024. március 4.) magyar irodalomtörténész, egyetemi tanár.

## Életpályája
Szülei Bíró Ferenc és Kelemen Ilona. Középiskolai tanulmányait a Horváth Mihály Gimnáziumban végezte el. 1955-1960 között a Szegedi Tudományegyetem Bölcsészettudományi karának magyar-francia szakos hallgatója volt.
1956-tól Eötvös-kollégista volt. 1960-1961 között a Magyar Tudományos Akadémia Irodalomtudományi Intézetének ösztöndíjasa volt. 1961-1963 között Szegeden egyetemi tanársegédként dolgozott. 1963-1969 között a Szépirodalmi Könyvkiadó felelős szerkesztője volt. 1969-1972 között a Magyar Tudományos Akadémia Irodalomtudományi Intézetének aspiránsa, 1972-1994 között főmunkatársa és tudományos tanácsadója volt. 1980-1985 között az Irodalomtörténeti Közlemények főszerkesztője, az Irodalomtörténet szerkesztőbizottsági tagja volt. 1991-2007 között az ELTE BTK tanára volt. 1992-2000 között a Magyar Tudományos Akadémia textológiai munkabizottság elnöke, valamint a Doktori Tanács irodalomtudományi szakbizottságának tagja volt. 1994-1998 között a Miskolci Egyetem Bölcsészettudományi Karán a felvilágosodás és romantika irodalmának tanszékvezető egyetemi tanára volt. 1994-2000 között a Magyar Tudományos Akadémia közgyűlési képviselője, az Irodalomtudományi Bizottság tagja volt. 1994-2002 között a 18.-19. századi magyar irodalomtörténet tanszékvezető egyetemi tanára volt. 2007 óta professzor emeritus.
Kutatási területe a felvilágosodáskori és reformkori magyar irodalom. A Bessenyei György kritikai kiadás sorozat-szerkesztője.

## Magánélete
1961-ben házasságot kötött Vas Odette-tel. Egy fiuk született; Péter (1964).

## Művei
- A fiatal Bessenyei és íróbarátai (1976)
- Les Lumières en Pologne et en Hongrie (szerkesztette Hopp Lajossal, Zofia Sinkóval, 1988)
- A felvilágosodás korának magyar irodalma (1994)
- A felvilágosodás korának magyar irodalma; 3. jav., bőv. kiad.; Balassi, Budapest, 1998
- Katona József. Monográfia (2002)
- Tanulmányok a magyar nyelv ügyének 18. századi történetéből (szerkesztette, 2005)
- A legnagyobb pennaháború. Kazinczy Ferenc és a nyelvkérdés (2010)
- A nemzethalál árnya a XVIII. századvég és a XIX. századelő magyar irodalmában (2012)

## Díjai, kitüntetései
- Széchenyi professzor ösztöndíj (1999-2002)
- Ipolyi Arnold-díj (2005)
- Faludi Ferenc Alkotói Díj (2008)[5]